# Wallenfels
Wallenfels település Németországban, azon belül Bajorországban. Lakosainak száma 2566 fő (2023. december 31.).

## Népesség
A település népessége az elmúlt években az alábbi módon változott:
| Lakosok száma | 1630 | 2841 | 3798 | 3459 | 2863 | 2786 | 2747 | 2739 | 2573 | 2566 |
|               | 1875 | 1950 | 1975 | 1987 | 2012 | 2014 | 2016 | 2017 | 2021 | 2023 |